# Петлюра, Симон Васильевич
Си́мон (Семён) Васи́льевич Петлю́ра (укр. Си́мон (Семен) Васильович (Василійович) Петлюра, 10 (22) мая 1879, Полтава, Российская империя — 25 мая 1926, Париж, Третья Французская республика) — украинский военный, политический и государственный деятель, председатель Директории Украинской народной республики в 1919—1920 годах. Главный атаман войска и флота УНР.

## Биография

### Ранние годы и образование
Симон Петлюра родился 10 (22) мая 1879 в Полтаве, был третьим ребёнком в семье. Отец — Василий Павлович Петлюра (? — 1909), мещанин. Мать — Ольга Алексеевна (? — 19 января 1919).  
Учился в Полтавской духовной семинарии, откуда был исключён. В 1900 году вступил в Революционную украинскую партию (РУП). Придерживался левонационалистических взглядов.
В 1902 году начал журналистскую деятельность в «Литературно-научном вестнике». Журнал выпускался в Лемберге (Австро-Венгрия), его главным редактором был М. С. Грушевский. Первая публицистическая работа Петлюры была посвящена состоянию народного образования на Полтавщине.

### На Кубани
В 1902 году, спасаясь от ареста за революционную агитацию, Петлюра переехал на Кубань, где сначала давал частные уроки в Екатеринодаре, а позже работал ассистентом-исследователем в экспедиции члена-корреспондента Российской Академии наук Ф. А. Щербины, который занимался систематизацией архивов Кубанского казачьего войска и работал над фундаментальным трудом «История Кубанского Казачьего Войска». Работа Петлюры получила положительную оценку Ф. А. Щербины.
Симон Петлюра учительствовал в Екатеринодарском начальном городском училище, публиковался в местных журналах, сотрудничал со львовскими журналами «Хорошая новость» и «Труд». Известны несколько его работ в местной периодической печати и в сборниках статей и исследование по истории Кубани в «Литературно-научном вестнике».
Среди публицистических работ Петлюры есть статья об известном кубанском историке, первом секретаре Кубанского статистического комитета, председателе Кавказской археографической комиссии Е. Д. Фелицыне, с которым Петлюра был лично знаком.
На Кубани Петлюра пробыл не более двух лет. Продолжая революционную деятельность, организовал в Екатеринодаре ячейку РУП — Черноморскую вольную громаду, наладил в своём доме тайную типографию для выпуска антиправительственных листовок. Это привело к его аресту в декабре 1903 года. Только в марте следующего года на основании фиктивной справки о болезни он был освобождён под денежный залог и содержался под особым надзором полиции, а позднее был вынужден уехать с Кубани.
Уже гораздо позже, в 1912 году, Петлюра, став редактором журнала «Украинская жизнь», поместил в нём ряд публикаций о Кубани, авторами которых были как он сам, так и кубанские корреспонденты журнала.

### 1904—1914 годы
Переехав в Киев, включился в конспиративную работу РУП, постепенно приобретая всё большее влияние в организации. Спасаясь от полицейского преследования, осенью 1904 года эмигрировал во Львов, где занимался редактированием журналов РУП «Селянин» и «Труд», сотрудничал с изданиями «Воля», «Литературно-научный вестник», установил контакты с И. Франко, М. С. Грушевским. Не получив формального образования, здесь он прослушал курс Подпольного украинского университета, где преподавали представители украинской интеллигенции Галиции.
Амнистия 1905 года позволила Петлюре вернуться в Киев, где он принял участие во II съезде РУП. После раскола РУП и создания УСДРП С. Петлюра вошёл в её Центральный комитет.
Во время революции 1905—1907 годов возглавил один из отрядов еврейской самообороны в Полтаве. Благодаря хорошо организованной самообороне, погромов в городе удалось избежать.
В январе 1906 года Петлюра выехал в Петербург, где редактировал ежемесячник УСДРП «Свободная Украина», однако уже в июле возвратился в Киев, где по рекомендации М. С. Грушевского устроился секретарём редакции газеты «Совет», издававшейся Радикально-демократической партией; впоследствии работал в журнале «Украина», а с 1907 года — в легальном журнале УСДРП «Слово». Осенью 1908 года Петлюра вновь работал в Петербурге в журналах «Мир» и «Образование». Во время похорон в Санкт-Петербурге Льва Мациевича, являвшегося активным деятелем санкт-петербургского украинского Общества имени Шевченко, Симон Петлюра нёс венок от этого общества.
В 1911 году Петлюра женился и переехал в Москву, где работал бухгалтером страховой компании до 1914 года. На общественных началах редактировал журнал «Украинская жизнь», который был единственным украинским (русскоязычным) общественно-политическим журналом в дореволюционной России. Работа в Москве позднее дала повод противникам Петлюры обвинить его в русофильстве. В частности, В. К. Винниченко писал, что основным направлением работы журнала «Украинская жизнь» была «пропаганда среди украинцев лозунга „Бороться за Россию до победного конца“». Острой критике подвергся напечатанный Петлюрой в седьмом номере «Украинской жизни» редакционный манифест-декларация «Война и украинцы» об отношении украинцев к началу мировой войны, в котором указывалось, что украинцы выбирают сторону России и будут защищать свою землю. Петлюра заверял правительство в том, что украинцы «не поддадутся провокационным воздействиям и выполнят свой долг граждан России в это тяжёлое время до конца», и утверждал, что он выступает за объединение всех (в том числе галицийских) украинцев под эгидой России.

### Первая мировая война. Февральская революция
Уже в 1914 году Петлюра предвидел радикальные перемены в жизни украинского народа, о чём в статье «О практических задачах украинства» писал:
Мы определённо переживаем период роста украинства, превращения его в общественную силу, в реальный фактор государственной жизни России.
В начале 1916 года Петлюра поступил на службу во «Всероссийский союз земств и городов» («Земгор»), созданный в 1914 году для помощи правительству Российской империи в организации снабжения армии, служащие которого носили военную форму и назывались презрительно «земгусарами».
На этой работе Петлюре пришлось немало общаться с солдатскими массами и благодаря этому удалось завоевать популярность среди военных. Во многом благодаря его энергичной деятельности после Февральской революции на Западном фронте были созданы украинские войсковые рады — от полков до целого фронта. Авторитет среди солдат и общественная активность Петлюры выдвинули его в руководство украинским движением в армии. В апреле 1917 года он выступил инициатором и организатором проведения в Минске украинского съезда Западного фронта. Съезд создал Украинскую фронтовую раду, а её председателем выбрал Петлюру.
Как председатель фронтовой рады и уполномоченный «Земгора», Петлюра был делегирован на Всеукраинский национальный съезд, созванный Центральной радой (проходил 6—8 (19—21) апреля).

### Первый Всеукраинский военный съезд
5—8 (18—21) мая 1917 года Петлюра принял участие в Первом Всеукраинском военном съезде. Со всех фронтов, флотов, гарнизонов и округов не только Украины, но и всей Российской империи на него съехалось более 900 делегатов. Уже в ходе избрания председателя съезда проявилось противостояние между представителями разных течений украинского национального движения — социалистами-«автономистами» и «самостийниками» (сторонниками самостоятельности Украины). От киевских военных организаций предлагали кандидатуру Николая Михновского как человека, имеющего «огромные заслуги в деле организации украинских войсковых частей и создания украинского военного движения». От сторонников социалистического направления был выдвинут Симон Петлюра. После острых и продолжительных дебатов пришли к компромиссному решению: избрать не председателя съезда, а президиум, члены которого по очереди будут вести заседания. С. Петлюра таким образом представлял фронтовые части, Н. Михновский — тыл, В. Винниченко — Центральную раду, матрос Грамотный — Балтийский флот. Почётным председателем съезда делегаты избрали М. Грушевского и пригласили в президиум командира Первого Украинского полка имени гетмана Богдана Хмельницкого полковника Ю. Капкана.
Несмотря на то, что кандидатура Петлюры прошла лишь незначительным большинством голосов, именно с его избранием членом президиума Военного съезда, а позднее — главой Украинского генерального войскового комитета (УГВК) — Петлюра вошёл в украинскую политику. 8 мая, по завершении съезда, его кооптировали в состав Центральной рады.
Благодаря своим неоднократным выступлениям на съезде Петлюра постепенно приобретал популярность среди делегатов. Он председательствовал на заседаниях, выступал с докладами «О национализации армии», «О вопросах просвещения», предложив перейти к обучению солдат-украинцев на родном языке и перевести на украинский язык воинские уставы, наставления, а также приступить к преобразованию существующих на Украине военных училищ. Возможно, что именно такой его практический подход импонировал украинским военным.
Несмотря на явный радикализм делегатов и намерения Михновского и его сторонников использовать съезд для того, чтобы потребовать от руководства Центральной рады приступить к немедленной организации национальных вооружённых сил, «самостийницких» взглядов придерживалось относительное меньшинство, поэтому идею немедленной национализации армии по национально-территориальному принципу провести не удалось.
Ведущей на съезде стала автономистская идея социалистических партий, представители которых преобладали в Центральной раде. Они категорически отрицали необходимость создания собственных силовых структур. М. Грушевский отстаивал мнение, что ведущим направлением в историческом развитии Украины должен быть не революционный путь, который сопровождается насилием, кровью и разрушениями, а эволюционный и мирный путь. В. Винниченко отстаивал марксистскую идею «всеобщего вооружения народа», отрицая любые шаги, направленные на развитие национальной армии. Под влиянием выступлений Винниченко съезд принял резолюцию «Об украинской народной милиции»: украинская армия после войны должна стать «армией народа (народной милицией), единственной целью которой будет охрана интересов и прав народа».
Будучи членом УСДРП, Петлюра не мог выступать против линии партии по вопросам военной политики, но и не делал заявлений о нецелесообразности регулярной армии. Наоборот, он приложил немало усилий к тому, чтобы смягчить влияние позиции Винниченко на военное строительство на Украине.
Поведение Петлюры на съезде было прагматичным, рациональным, демонстрировало его способность адекватно оценивать общеполитическую ситуацию. Он призывал «не отделять судьбы России от судьбы Украины. Если Россия потерпит поражение, следствие этой катастрофы отразится и на Украине».
По докладу Петлюры съезд принял резолюцию «Об украинизации армии». В ней, в частности, содержалось требование о том, что «в существующих подразделениях тыловых частей все военнослужащие-украинцы, как офицеры, так и солдаты, должны быть немедленно выделены в отдельные части… На фронте это выделение должно проходить постепенно — в зависимости от тактических и других военных обстоятельств, с тем чтобы это выделение не вносило дезорганизацию на фронте».
Была составлена резолюция съезда — «потребовать от Временного правительства и Совета рабочих и солдатских депутатов немедленного объявления особым актом национально-территориальной автономии Украины». На переговоры в Петроград направилась делегация Центральной рады. Одним из её требований было: «В интересах поднятия боевой мощи армии и восстановления дисциплины необходимо проведение в жизнь выделения украинцев в отдельные войсковые части как в тылу, так, по возможности, и на фронте». Военный министр А. Ф. Керенский занял в отношении украинизации армии отрицательную позицию. Не найдя взаимопонимания с Временным правительством и Петросоветом, делегация вернулась в Киев.
Тем временем на Украине приступил к работе Украинский генеральный войсковой комитет (УГВК), созданный Первым военным съездом для практического руководства формированием национальных вооружённых сил. В него вошли, в частности, Симон Петлюра (председатель), Владимир Винниченко, Николай Михновский.
Склонность к радикальным действиям, тягу к «самостийности» в УГВК олицетворял Михновский, которому противостоял прежде всего Винниченко, а в самой Центральной раде — и Михаил Грушевский, которые не только не разделяли взглядов Михновского, но и считали их объективно вредными, даже преступными для тогдашнего этапа создания украинского государства. К этому крылу формально относился и Симон Петлюра. Отсутствие внутреннего согласия мешало работе УГВК. В своей практической деятельности Петлюра во многих принципиальных вопросах не столько руководствовался позицией руководства Центральной рады, сколько следовал своему импульсивному характеру, склонности к шумным эффектам. Он нередко совершал поступки, показной радикализм которых выделял его на фоне других лидеров УЦР и воздействовал на настроения наэлектризованных масс. При этом большинство членов УГВК вообще были мало подготовлены к той роли, которая им выпала — они были либо гражданскими людьми, либо малоквалифицированными военными специалистами, которые имели низшие офицерские чины, да и то полученные в основном в условиях тотального призыва на штабную службу в годы войны.

### Второй Всеукраинский военный съезд. Первый Универсал Центральной рады
В поддержку требований автономии Украины УГВК принял решение созвать Второй Всеукраинский военный съезд.
Керенский телеграммой по всем частям запретил проведение съезда под угрозой военно-полевого суда. В ответ Петлюра обратился к самому Керенскому, а также к верховному главнокомандующему, командующим фронтами и военными округами, предупредив их, что «запрещение съезда вызовет неизбежную реакцию и посеет в массах недоверие к верховному командованию и снизит боевой дух украинцев…».
Несмотря на запрет, съезд состоялся 5—10 (18—23) июня 1917 года с участием около 2000 делегатов. Исследователи отмечают некую противоречивость его выступлений — с одной стороны, руководствуясь программными постулатами УСДРП, Петлюра заявлял, что «постоянная армия может иметь в себе элемент опасности», а с другой, — признавал необходимость реальной военной силы.
Резкая критика звучала на съезде в отношении планов Керенского по подготовке крупного наступления. Делегаты заявляли, что это приведёт лишь к массовым потерям среди украинцев в угоду интересам российского правительства. Когда ситуация особенно накалялась, на трибуне появлялся Петлюра, сдерживая радикально настроенных делегатов от преждевременного выступления.
Обстановка, сложившаяся на военном съезде, подтолкнула Центральную раду на принятие и обнародование I Универсала, провозгласившего в одностороннем порядке национально-территориальную автономию Украины в составе России. Универсал был зачитан В. Винниченко на съезде 10 (23) июня.
Съезд вынес целый ряд важных решений в сфере военного строительства, поручив УГВК как можно быстрее разработать детальный план украинизации армии и принять меры для немедленного его осуществления. Штат УГВК, который должен был этим заниматься, был расширен с 17 до 27 человек, возглавил его вновь Симон Петлюра. Съезд также избрал Всеукраинскую раду войсковых депутатов численностью 132 человека. Все члены УГВК и Всеукраинской рады войсковых депутатов были кооптированы в состав Украинской центральной рады.
В течение июня Петлюре удалось наладить работу всех отделов УГВК, установить тесную связь с большинством украинских военных организаций, наладить сотрудничество со штабами командования Юго-Западным и Румынским фронтами. Петлюра пытался объединить вокруг УГВК военных специалистов из числа бывших старших офицеров российской армии и добиться того, чтобы комитет выполнял роль высшего органа создаваемой национальной армии.
Готовясь к наступлению на Юго-Западном фронте, командование считало, что создание «национальных частей» (польские, латышские, сербские, чехо-словацкие и т. п.) поможет укрепить боеспособность русской армии, поэтому позволило украинизировать 34-й и 6-й армейские корпуса и переименовать их в 1-й и 2-й Украинские, а 7-й, 32-й и 41-й корпуса были пополнены маршевыми ротами, размещёнными в тыловых губерниях.

### Генеральный секретариат. Второй Универсал
15 (28) июня Центральная рада объявила о создании высшего исполнительного органа — Генерального секретариата, в котором Симон Петлюра занял пост генерального секретаря по военным делам. В Декларации Генерального секретариата, провозглашённой 16 (29) июня, вновь созданному секретариату по военным делам была поставлена задача «украинизации армии, как в тылу, так, по возможности, и на фронте, приспособления военных округов на территории Украины и их структуры к потребностям украинизации армии».
28 июня (11 июля) в Киев прибыла делегация Временного правительства в составе А. Ф. Керенского, И. Церетели, М. И. Терещенко с целью наладить отношения с Центральной радой. Делегация заявила, что правительство не будет возражать против автономии Украины, однако просит воздержаться от одностороннего декларирования этого принципа и оставить окончательное решение Всероссийскому учредительному собранию.
Петлюра вошёл в состав комиссии Центральной рады по ведению переговоров с Временным правительством. Самые острые споры касались полномочий Генерального секретариата. Среди вопросов, которые обсуждались, важное место занимали военные проблемы: украинизация всех гарнизонов на территории Украины, а также запасных полков, замена всей военной администрации украинцами и перевод украинизированных частей с других фронтов на Юго-Западный и Румынский фронты.
Переговоры закончились соглашением, основанным на взаимных уступках. В частности, было согласовано, что «Временное правительство, считая необходимым сохранить во время войны боевое единство армии, не считает возможным допустить действий, которые могут нарушить единство её организации и командования… Вместе с тем Правительство считает возможным далее способствовать тесному национальному объединению украинцев в армии путём комплектования отдельных частей исключительно украинцами, насколько это, по мнению военного министерства, будет возможным с технической стороны и не нарушит боевой мощи армии».
2 (15) июля Временное правительство сообщило о признании Генерального секретариата как высшего распорядительного органа Украины. 3 (16) июля была подписана совместная декларация Временного правительства и Центральной рады. В тот же день Центральная рада провозгласила Второй Универсал.
Временное правительство в своём постановлении от 6 (19) июля об утверждении Генерального секретариата исключило Петлюру из состава секретариата по военным делам. Сам УГВК был лишён каких бы то ни было командных функций и рассматривался как общественная организация, члены которой фактически являлись дезертирами из российской армии и могли в любой момент быть преданы военно-полевому суду.
В военной сфере территориальный принцип комплектования армии, которого добивался Петлюра, был отвергнут Временным правительством, которое пошло лишь на одну уступку — разрешило комплектование отдельных частей украинцами.
Тем временем массовый подъём национального самосознания приводил к тому, что радикально настроенные группы среди военнослужащих-украинцев продолжали выдвигать требования, ставившие руководство Центральной рады в затруднительное положение. Одной из таких попыток оказать давление на Центральную раду стало вооружённое выступление Второго украинского полка им. гетмана Полуботка в Киеве в начале июля 1917 года.
Центральная рада направила на переговоры с «полуботковцами» делегацию, в состав которой вошёл Петлюра. Выступая перед полком, он призвал солдат от имени УГВК «не становиться на путь анархии, потому что это нарушает план, по которому УГВК проводит формирование украинской армии». Переговоры, однако, не дали результатов. Тем временем провал наступления российских войск, начавшееся контрнаступление германской армии и провозглашение Центральной радой Второго Универсала подтолкнули «полуботковцев» к восстанию.
УГВК, располагавший подробной информацией о настроениях в полку, в ночь на 4 (17) июля созвал совещание представителей частей киевского гарнизона. Постановлением УГВК на это совещание был делегирован Петлюра. Представители «полуботковцев» в своих выступлениях обвиняли Центральную раду, Генеральный секретариат и УГВК в угодничестве перед Временным правительством, низкой активности и равнодушии к проблемам армии. Они требовали, чтобы Временное правительство признало Центральную раду и Генеральный секретариат верховной властью на Украине, а также чтобы сама Центральная рада признала их часть действующим Вторым украинским пехотным полком им. гетмана Павла Полуботка. Центральная рада, однако, отказалась поддержать восстание.
8 (21) июля Генеральный секретариат постановил отправить «полуботковцев» на фронт в составе отдельного полка им. гетмана Павла Полуботка. Петлюра совместно с другими представителями УГВК убедили «полуботковцев» сложить оружие. 14 (27) июля полк отбыл на фронт. Здесь военное командование, не сдержав обещания, включило их в состав Немировского полка, располагавшегося на передовой в Галиции.
10 (23) июля на заседании Комитета Центральной рады был рассмотрен вопрос о Первом украинском полке им. гетмана Богдана Хмельницкого, и было решено согласиться с требованием командования, настаивавшего на его отправке на фронт, при условии использования полка в качестве отдельного украинского военного формирования. Однако во время отправления из Киева два эшелона полка были обстреляны кирасирами и донскими казаками. Погибли 16 человек, не менее 30 получило ранения.
Петлюра обратился к верховному главнокомандующему с предложением создать комиссию для расследования инцидента, сам выезжал на место происшествия. Проведению начатого расследования, однако, мешал командующий войсками Киевского военного округа полковник Оберучев, а вскоре оно и вовсе было приостановлено. Полк был разоружён, солдаты были отправлены на фронт в составе других военных формирований, командира полка полковника Ю. Капкана поместили под домашний арест, а на его место назначили подполковника Василевского.

### Генеральный секретарь военных дел УНР
25 октября (7 ноября) 1917 года в Петрограде произошло большевистское вооружённое восстание, в результате чего Временное правительство было свергнуто. 26 октября (8 ноября) на заседании Малой рады (постоянно действующего между сессиями комитета Центральной рады) с участием представителей различных политических и общественных организаций был создан Краевой комитет охраны революции, ответственный перед УЦР. Одновременно Малая рада приняла резолюцию о власти в стране, в которой высказалась против восстания в Петрограде и пообещала «упорно бороться со всеми попытками поддержки этого восстания на Украине». 28 октября (10 ноября) после неудачной попытки большевистского восстания в Киеве Центральная рада упразднила Краевой комитет охраны революции и наделила его функциями Генеральный секретариат, в котором Симон Петлюра вновь занял пост генерального секретаря военных дел. 7 (20) ноября по решению Малой рады в чрезвычайном порядке был принят Третий Универсал, в котором провозглашалось создание Украинской Народной Республики в федеративной связи с Российской республикой.
К середине ноября 1917 года, в условиях, когда единственной реальной силой стала армия, борьба за влияние на которую ещё не была окончена, пост главы военного ведомства УНР стал ключевым.
В связи с тем, что лидеры Украинской центральной рады намеревались выполнять военные обязательства перед Антантой, они спешили с формированием национальной армии, считая её одним из основных атрибутов и гарантий государственности. Большевистское руководство на первых порах не препятствовало образованию национальных частей, в том числе украинских, хотя Петлюра в своих обращениях к воинам-украинцам, выпущенных 11 (24) ноября, призывал их возвращаться на Украину немедленно, не считаясь с распоряжениями Совнаркома. С 21 ноября (4 декабря) на Украину стали прибывать украинизированные подразделения из разных военных округов и фронтов. В течение ноября украинизация шла медленнее, чем хотелось киевским властям, по ряду объективных обстоятельств, к которым относились серьёзные транспортные проблемы, необходимость заполнять участки фронтов, которые покидали украинизированные части, и сложности с украинизацией этнически неоднородных частей.
Между тем украинская государственность, провозглашённая односторонним актом, пока не имела никакого международно-правового оформления — ни признания другими государствами, ни официальных границ, установленных путём согласованного размежевания с соседями, в том числе с Советской Россией — тем более что Центральная рада отказывалась признавать большевистское правительство в Петрограде.
Тем временем Всеукраинская рада войсковых депутатов потребовала от Генерального секретариата немедленно приступить к разрешению вопроса о мире в согласии с народными комиссарами и демократами других частей России. Малая рада 21 ноября (4 декабря) была вынуждена принять постановление об участии её представителей в делегации от Юго-Западного и Румынского фронтов для переговоров о перемирии и об обращении с предложением мирных переговоров к Антанте и Центральным державам.
Вечером 23 ноября (6 декабря) Симон Петлюра известил по прямому проводу советского Верховного главнокомандующего Николая Крыленко об одностороннем выводе войск Юго-Западного и Румынского фронтов бывшей Русской армии из-под управления Ставки и объединения их в самостоятельный Украинский фронт Действующей армии УНР, который возглавил антибольшевистски настроенный генерал-полковник Д. Г. Щербачёв. Крыленко, не вступая в дискуссию, известил о произошедшем Совнарком и запросил инструкций. Инструкции для Крыленко 24 ноября (7 декабря) передал Лев Троцкий. Троцкий одобрил установку главковерха «не чинить никаких политических препятствий передвижению украинских частей с севера на юг» и поручил учредить при Ставке представительство украинского штаба. Вопрос о едином Украинском фронте нарком предложил пока считать открытым. В то же время Троцкий дал указание Крыленко начать немедленную подготовку и выдвижение вооружённых отрядов против белоказаков Каледина и Дутова — и поручил «запросить Украинскую Раду, считает ли она себя обязанной оказывать содействие в борьбе с Калединым или же намерена рассматривать продвижение наших эшелонов на Дон как нарушение своих территориальных прав». Крыленко вечером 24 ноября (7 декабря) попросил Петлюру дать «ясный и точный» ответ на вопрос о пропуске советских войск на Дон. Генеральный секретариат, однако, по докладу Петлюры постановил отказать в пропуске советских войск и решил искать соглашения с Донским правительством.
Тем временем, с разрешения французской военной миссии при Румынском фронте, генерал Щербачёв 26 ноября (9 декабря) заключил перемирие между объединёнными русско-румынскими и германо-австрийскими войсками. Это позволило ему приступить к подавлению большевистского влияния в армии.
Провозглашение самостоятельности Украинского фронта и вторжение украинских властей в непосредственное управление фронтами и армиями привело к дезорганизации и путанице, подрыву системы единоначалия: так, например, на Румынском фронте 8-я армия не признала своей принадлежности к УНР. Чрезвычайный съезд Юго-Западного фронта, состоявшийся 18-24 ноября (1-7 декабря), не согласился с переходом в подчинение украинским властям, а в вопросе о политической власти высказался за Советы солдатских, рабочих и крестьянских депутатов в центре и на местах. Исполнявший должность командующего Юго-Западным фронтом генерал Н. Н. Стогов, обеспокоенный положением на передовой, сообщал в Киев, что «русские части угрожают бежать с Украинского фронта. Катастрофа не за горами».
30 ноября (13 декабря) Петлюра направил командующим фронтами и украинским комиссарам телеграмму о запрете следования воинских эшелонов без специального разрешения Генерального секретариата по военным делам. Получив сообщение об этом, начальник штаба революционной Ставки генерал М. Д. Бонч-Бруевич предписал «продолжать отдавать распоряжения согласно положению о полевом управлении войсками».
С Юго-Западного фронта к Киеву выдвигались части большевизированного 2-го гвардейского армейского корпуса. Для того, чтобы их остановить, Петлюра приказал разобрать железнодорожное полотно, блокировать узловые станции, немедленно разоружать подозрительные воинские части. Командир 1-го Украинского корпуса генерал армии УНР П. П. Скоропадский был назначен командующим всеми войсками Правобережья Украины (до 20 тысяч бойцов, 77 пушек), прикрывавшими Киев. Скоропадскому удалось разоружить и разогнать солдатские массы, устремлявшиеся к Киеву. Разоружение гарнизонов и частей происходило одновременно в десяти городах — тех, где не был выполнен приказ Петлюры об увольнении солдат-неукраинцев, — а ещё в четырёх городах по подозрению в заговоре были распущены местные Советы.
В период с 4 по 11 (17-24) декабря по приказу Петлюры и командующего Украинским фронтом генерала Щербачёва войска захватили штабы Румынского и Юго-Западного фронтов, армий, вплоть до полков, произвели аресты членов Военно-революционных комитетов и комиссаров-большевиков, при этом некоторых из них расстреляли. За этим последовало разоружение румынами тех частей, в которых было сильно влияние большевиков. Оставшись без оружия и продовольствия, сторонники большевиков были вынуждены пешком уходить в Россию.
4 (17) декабря Совнарком Советской России направил открывающемуся в Киеве I Всеукраинскому съезду Советов «Манифест к украинскому народу с ультимативными требованиями к Центральной раде», в котором содержалось требование к УЦР прекратить дезорганизацию единого общего фронта и пропуск через подконтрольную УЦР территорию войсковых частей, уходящих с фронта в регионы России. Совнарком заявлял, что в случае неполучения удовлетворительного ответа на предъявленные требования в течение сорока восьми часов он будет считать Раду в состоянии открытой войны против Советской власти в России и на Украине. Центральная Рада отвергла эти требования и поставила свои условия: признание УНР, невмешательство в её внутренние дела и в дела Украинского фронта, разрешение на уход украинизированных частей на Украину, разделение финансов бывшей империи, участие УНР в общих переговорах о мире.
Выступая на съезде Советов, военный министр УНР Петлюра сделал заявление:
На нас готовится поход! Мы ощутили, что нам, украинским демократам, в спину кто-то готовит нож… Большевики концентрируют своё войско для разгрома Украинской республики…
8 (21) декабря в Харьков прибыли эшелоны с красными отрядами под командованием Р. Ф. Сиверса и матроса Н. А. Ховрина — 1600 человек при 6 орудиях и 3 броневиках, а с 11 (24) декабря по 16 (29) декабря — ещё до пяти тысяч солдат из Петрограда, Москвы, Твери во главе с командующим Антоновым-Овсеенко и его заместителем, начальником штаба бывшим подполковником Русской армии М. А. Муравьёвым. Кроме того, в самом Харькове уже находились три тысячи красногвардейцев и пробольшевистски настроенных солдат старой армии.
В ночь на 10 (23) декабря в Харькове прибывшие из России советские войска арестовали украинского коменданта города и установили в городе двоевластие. Прибывший в Харьков Антонов-Овсеенко вначале сосредоточился на белоказаках как наибольшей опасности для революции. В отношении УНР проводилась политика пассивного противостояния. Украинские администраторы в Харькове были выпущены из-под ареста, в отношениях с местным украинским гарнизоном был установлен нейтралитет.
С прибытием советских войск в Харьков приехала и группа делегатов, покинувших Всеукраинский съезд Советов в Киеве, к которым присоединились депутаты съезда Советов Донецкого и Криворожского бассейнов. 11−12 (24-25) декабря в Харькове состоялся альтернативный киевскому 1-й Всеукраинский съезд Советов, который провозгласил Украину Республикой Советов, объявил «решительную борьбу гибельной для рабоче-крестьянских масс политике Центральной Рады», установил федеративные связи Советской Украины с Советской Россией, избрал Центральный Исполнительный Комитет Советской Украины (ВУЦИК). 14 (27) декабря из состава ВУЦИК был выделен Народный секретариат — первое правительство Советской Украины. Совнарком РСФСР немедленно признал его.
В первых числах декабря советский главком Н. В. Крыленко обратился к фронтовикам с заявлением о том, что Совнарком РСФСР будет бороться «за независимую Украинскую республику… где власть будет в руках Советов рабочих, солдатских и крестьянских депутатов». По его приказу в Смоленской губернии и Белоруссии было разоружено до 6 тысяч солдат украинизированных частей, направлявшихся на Украину. В ответ на эти действия Петлюра призвал украинизированные части Северного фронта остановить советские отряды, направляющиеся на Украину. Эти призывы Петлюры подтолкнули правительство Советской России к решительным действиям.
Премьер УНР В. К. Винниченко заявил, что в конфликте с Совнаркомом виновен Петлюра и его отставка позволит избежать войны. Винниченко выступал за замену профессиональной армии народной милицией, что ослабило бы позиции Петлюры, который настаивал на сохранении старой армии и создании регулярных воинских частей. В киевских газетах была опубликована статья Сталина «К украинцам тыла и фронта», в которой автор прямо указывал на Петлюру как на главного виновника конфликта между УНР и Советской Россией. Винниченко стал настаивать на немедленном разоружении казачьих эшелонов, проходящих через Украину. Петлюра отказывался, заявляя, что порывать связи с российскими казаками не выгодно.
С 12 (25) декабря Петлюра начал переводить украинские части на восток Украины, чтобы взять под охрану важнейшие железнодорожные узлы: Лозовую, Синельниково, Ясиноватую, Александровск, надеясь сохранить связь с Доном как с возможным стратегическим союзником в войне против большевиков. Через Лозовую шли железнодорожные эшелоны с казачьими частями, возвращающимися с фронта. Узнав об этих передвижениях, командование Южной группы советских войск перешло к активным действиям против УНР. План командования Южной группы советских войск первоначально не предполагал широкой войны против УНР, похода на Киев и ликвидации Центральной Рады. Речь шла лишь об организации обороны на полтавском направлении, захвате узловых станций Лозовая и Синельниково.
Антонов-Овсеенко передал командование войсками, дислоцированными на Украине, своему начальнику штаба полковнику Муравьёву, а сам возглавил борьбу против казачьих войск Дона. Муравьёв, наступавший на главном направлении Полтава — Киев, располагал армией численностью около 7 тысяч штыков, 26 пушками, 3 броневиками и 2 бронепоездами. Наступление главной колонны Муравьёва поддерживали следующие за ним в эшелонах малочисленные «армии» П. В. Егорова от станции Лозовая и А. А. Знаменского (Московский отряд особого назначения) от станции Ворожба.
На заседании правительства УНР 15 (28) декабря выяснилось, что войска УНР не в состоянии остановить наступление Красной армии. Винниченко не верил в реальность начавшейся полномасштабной войны и предлагал потребовать от СНК РСФСР прекратить военные действия и отозвать войска. Петлюра предлагал организовать немедленное наступление частей УНР на Харьков и создать небольшие мобильные части из оставшегося состава старых разложившихся дивизий для использования их по линии железных дорог без объявления войны.
Генеральный секретариат УНР вместо решительных действий по обороне территории сформировал ещё одну управленческую структуру — Особый комитет — Коллегию по обороне Украины. 18 (31) декабря 1917 года решением Генерального секретариата и Центральной Рады Петлюра был отправлен в отставку с поста военного министра и выведен из состава Генерального секретариата по причине превышения полномочий. Генеральным секретарём по военным делам был назначен Николай Порш.

### Военачальник
Отстранённый от руководства армией, Петлюра решил самостоятельно сформировать в Киеве особую боевую добровольческую часть — Гайдамацкий кош Слободской Украины. Имелось в виду, что это формирование поставит своей целью возвращение захваченной большевиками Слободской Украины (историческое название Харьковской губернии). Поначалу (на деньги французской миссии) был создан только Первый курень красных гайдамаков из 170—180 добровольцев. Позднее к ним присоединились 148 киевских юнкеров.
Провозглашение советской власти в Харькове и занятие большевиками ряда промышленных центров на территории Восточной и Южной Украины при сохранении в Киеве Центральной рады, декларировавшей самостоятельность Украины, неизбежно вело к переходу борьбы за власть на Украине между большевиками и Центральной радой в острую фазу. Совнарком РСФСР, признавший советское правительство Украины, 4 (17) января принял решение о наступлении на войска Центральной рады. Главный удар решено было нанести от Харькова на Полтаву при дальнейшем движении на Киев совместно с большевизированными частями бывшей Русской армии, которые угрожали Киеву с разных сторон, в том числе частями распавшегося Юго-Западного фронта. Общее руководство операцией было возложено на начальника штаба Южной группы войск М. А. Муравьёва.
9 (22) января перед лицом разворачивающегося наступления советских войск Малая Рада провозгласила самостоятельность Украинской Народной Республики, поручив новому правительству УНР — Совету народных министров — начать мирные переговоры с государствами австро-германского блока. 12 (25) января части Гайдамацкого коша Слободской Украины были брошены на полтавское направление в попытке остановить наступление. Атаману Гайдамацкого коша Петлюре было предложено осуществлять общее руководство мизерными остатками сил УНР на Левобережье Днепра. 17 (30) января, однако, Петлюрой был получен приказ о немедленном возвращении в Киев для ликвидации большевистского вооружённого восстания, угрожавшего самому существованию Центральной рады. 19 января (1 февраля) гайдамаки прорвались в Киев и 21 января (3 февраля) участвовали в штурме последнего оплота восставших — завода «Арсенал». Во время штурма Петлюра лично возглавил своих подчинённых и по окончании боевых действий, как утверждается, остановил готовившийся расстрел пленных. Боевые действия против разрозненных групп восставших продолжились и на следующий день. К вечеру того же дня, однако, к Киеву подошли войска под командованием Муравьёва. Начался многодневный артиллерийский обстрел и штурм города.
В ночь с 25 на 26 января (7-8 февраля) правительство и остатки войск УНР покинули Киев. Отступив из столицы, Петлюра отказался соединиться с регулярными частями армии УНР и подчиняться власти военного ведомства УНР, заявив, что гайдамаки — «партизанско-добровольческие» части со своими задачами и целями и находятся лишь в «союзе» с частями УНР.

### Мир с Центральными державами и австро-германская оккупация Украины
Утром 28 января (10 февраля) 1918 года премьер УНР В. А. Голубович объявил о подписании в Брест-Литовске мира с австро-германским блоком. В обмен на военную помощь в вытеснении советских сил с территории Украины УНР обязалась поставить Германии и Австро-Венгрии до 31 июля 1918 года 1 миллион тонн зерна, 400 млн яиц, до 50 тыс. тонн мяса рогатого скота, сало, сахар, пеньку, марганцевую руду и пр. Австро-Венгрия также взяла на себя обязательство создать автономную Украинскую область в Восточной Галиции. Стороны высказали желание жить в мире и дружбе, отказались от взаимных претензий на возмещение убытков, причинённых войной, обязались восстановить экономические отношения, произвести обмен военнопленными и излишками сельскохозяйственных и промышленных товаров.
Петлюра встретил известие о мире без особой радости. Тем временем отступление сил УНР продолжилось в направлении Житомира, где находился командующий Юго-Западным украинским фронтом прапорщик Кудря и подчинённые ему войска. В этом же районе, однако, находилась 1-я Гуситская чехословацкая дивизия из состава Чехословацкого корпуса, сформированного в составе Русской армии в основном из пленных чехов и словаков — бывших военнослужащих австро-венгерской армии, выразивших желание участвовать в войне против Германии и Австро-Венгрии. На основании декрета французского правительства об организации автономной Чехословацкой армии во Франции, чехословацкие части в России с 15 января 1918 года были формально подчинены французскому командованию и готовились к отправке во Францию. Командование дивизии, узнав о союзе УНР с Германией, стало проявлять враждебность к украинским частям. Уже 30 января (12 февраля) было решено отойти главными силами из Житомира на северо-запад, в глухое Полесье, рассчитывая на помощь частей Польского корпуса, восставшего против большевиков в Белоруссии, под Мозырем. Отряд Петлюры направился в Овруч и Новоград-Волынский, а Центральная рада и «Сечевой курень» отбыли далее на запад, в Сарны, к самому германо-украинскому фронту. Деятели Рады надеялись продержаться здесь до вступления на украинскую территорию немецких войск.
31 января (13 февраля) в Бресте делегация УНР, по тайному решению нескольких украинских эсеров из Совета министров, обратилась с меморандумом к Германии и Австро-Венгрии с просьбой о помощи УНР против советских войск, что стало логическим продолжением подписанного несколькими днями ранее мирного договора. Хотя военная конвенция между УНР, Германией и Австро-Венгрией, ставшая правовой основой для вступления австро-германских войск на территорию Украины, была официально оформлена позднее, германское командование в тот же день дало свое предварительное согласие на вступление в войну против большевиков и начало активно готовиться к походу на Украину.
Начиная с 18 февраля немецкие и австро-венгерские части численностью более 230 тысяч человек (29 пехотных и четыре с половиной кавалерийские дивизии) стали переходить украинский участок линии Восточного фронта и продвигаться в глубь Украины. 19 февраля немецкие войска вошли в Луцк и Ровно, 21 февраля оказались в Новоград-Волынском. Австро-венгерские войска вторглись в пределы УНР 25 февраля, перейдя приграничные реки Збруч и Днестр, и с ходу заняли города Каменец-Подольский и Хотин. Австрийские военные силы, наступая на одесском направлении — вдоль железной дороги Львов — Тернополь — Жмеринка — Вапнярка, быстро оккупировали Подолию. При продвижении оккупационных войск вдоль линий железных дорог малочисленные украинские войска УНР, хотя и шли в авангарде, полностью зависели от решений немецкого командования. Украинскому командованию нужно было обязательно согласовывать с ним все свои военные операции и тактические действия.
Правобережная Украина вернулась под контроль УНР практически без боя. Зная, что немцы готовят торжественное вступление в Киев, атаман Гайдамацкого коша Петлюра потребовал от украинского командования дать гайдамакам возможность первыми войти в Киев. На совещании украинских командиров возник острый конфликт по этому поводу между Петлюрой, премьером Голубовичем и новым военным министром А. Т. Жуковским. Премьер и военный министр были категорически против предложения Петлюры, считая, что в Киев первыми должны войти основные силы — немцы. Но по приказу Петлюры один из его командиров — атаман Волох — развернул пулемёты гайдамаков прямой наводкой на окна министерского вагона и потребовал согласия на вступление гайдамаков в Киев, угрожая военным переворотом. Согласие премьера и военного министра было таким образом получено, и отряд Петлюры устремился на Киев вдоль железной дороги, опережая на 8—10 часов движение германских сил.
1 марта передовые отряды армии УНР — гайдамаков, сечевых стрельцов и запорожцев, вступили на западные окраины Киева. На следующий день Петлюра устроил парад на Софийской площади Киева, по которой маршем прошли войска, вошедшие в город. При большом скоплении народа был проведён молебен в честь изгнания большевиков. Парад закончился проведением по площади колонны пленных красноармейцев. На следующий день в Киев прибыли немецкие войска, правительство УНР, Центральная рада. Вступление гайдамаков Петлюры в столицу и их несанкционированный парад вывели руководство Рады и немцев из себя (Петлюра считался сторонником Антанты). Премьер-министр Всеволод Голубович добился полного удаления от войска Петлюры, этого «…авантюриста, пользующегося большой популярностью». Петлюра был освобождён от командования гайдамаками и до середины ноября 1918 года оставался частным лицом, вне армии и большой политики.

### Украинская держава
29 апреля 1918 года в Киеве на Всеукраинском съезде хлеборобов (помещиков и крупных крестьянских собственников, около 7000 делегатов), воспользовавшись затяжным кризисом Центральной рады УНР и опираясь на поддержку германских оккупационных войск, сочувствие офицерских кругов бывшей Русской армии, зажиточного украинского крестьянства и казаков, бывший царский генерал П. П. Скоропадский был провозглашён гетманом Украины. Скоропадский распустил Центральную раду и её учреждения, земельные комитеты, упразднил республику и все революционные реформы. Тем самым была упразднена Украинская Народная Республика и установлена Украинская держава с полумонархическим диктаторским правлением гетмана — верховного руководителя государства, армии и судебной власти в стране.
Несмотря на то, что новая власть не пользовалась поддержкой ни украинского населения, считавшего Скоропадского «узурпатором» власти, ни «русских кругов», которые восприняли гетмана как сепаратиста и противника единой России, с переворотом смирились — Центральная рада не была способна решительно бороться за власть и капитулировала, а офицеры-белогвардейцы не были организационно и идеологически подготовлены к выступлению.
3 мая было сформировано правительство во главе с Ф. А. Лизогубом. Украинские социалистические партии отказались сотрудничать с новым режимом. Скоропадский был намерен искать опору в старом чиновничестве и офицерстве, крупных землевладельцах и буржуазии. К 10 мая были арестованы делегаты Второго всеукраинского крестьянского съезда, а сам съезд был разогнан. Оставшиеся на свободе делегаты призвали крестьян к борьбе против Скоропадского. Первая всеукраинская конференция профсоюзов также вынесла резолюцию против гетмана. Гетман запретил созыв партийных съездов УСДРП и УПСР, но они, проигнорировав запреты, тайно собрались и вынесли антигетманские резолюции. Земства Украины превратились в центр легальной непримиримой оппозиции гетманскому режиму.
Петлюра, возглавлявший в этот период Союз земств Украины, занимался распространением своих идей среди мелкого и среднего крестьянства через земские учреждения, кооперативные организации, провинциальное духовенство и сельское учительство. Как признавал позднее начальник собственного Штаба гетмана Б. С. Стеллецкий, «все его [Петлюры] распоряжения из центра доходили до народных масс намного быстрее и точнее, чем распоряжения Скоропадского через его бюрократический аппарат. Так же и обратно, Петлюра через те же организации получал значительно более точную и полную информацию о настроениях на местах».
С. Петлюра, В. К. Винниченко, Н. Е. Шаповал с другими левыми эсдеками и эсерами и в сотрудничестве с Крестьянским союзом («Селянская спилка») создавали теневые структуры оппозиционной власти по всей стране, проводили подпольные съезды партийных ячеек и тайные совещания влиятельных местных деятелей, которые собирались в провинции или в окрестностях Киева, местные земские собрания, кооперативные съезды и пр.
Тем временем в мае 1918 года на Украине началась настоящая крестьянская война, которая быстро охватила всю её территорию. Главными причинами стали возобновление помещичьего землевладения и террор карательных и реквизиционных отрядов интервентов. Против насилия австро-немецких войск и гетманской «варты» (стражи) выступило вольное казачество, отказавшее в поддержке своему гетману. В ходе крестьянских восстаний только за весну и лето погибло около 22 тысяч солдат и офицеров оккупационных сил (по данным немецкого Генерального штаба) и более 30 тысяч гетманских вартовых. Восстания крестьян практически сорвали сбор и вывоз продовольствия.
В конце мая был создан межпартийный правоцентристский Украинский национально-государственный союз. Вначале он ограничивался умеренной критикой режима и правительства, но с ослаблением германского влияния и, соответственно, позиций гетмана, его деятельность становилась всё более радикальной.
В ночь на 27 июля, на основании полученных Штабом гетмана агентурных данных о подготовке антиправительственного заговора, по согласованию с немецким командованием были произведены аресты нескольких десятков украинских политиков левого толка (среди них были, в частности, Н. В. Порш, Ю. Капкан и др.). Петлюра был помещён в Лукьяновскую тюрьму, где содержался без предъявления обвинения.
Тем временем в августе, с присоединением украинских эсдеков и эсеров, «Селянской спилки», петлюровского Союза земств, Украинский национально-государственный союз стал именоваться Украинским национальным союзом. В середине сентября его возглавил лидер УСДРП Владимир Винниченко, который сразу же приступил к поиску контактов с повстанческими атаманами. Винниченко и Никита Шаповал тайно от других лидеров Национального союза пошли на переговоры с советскими представителями Х. Г. Раковским и Д. З. Мануильским, которые вели в Киеве переговоры о мире с Украинской державой. Раковский и Мануильский, со своей стороны, надеялись подтолкнуть все оппозиционные силы Украины к восстанию против гетмана и укрепить большевистское влияние на Украине. Они обещали Винниченко, что в случае победы украинских социалистов Советская Россия признает новое правительство Украинской республики и не будет вмешиваться в её внутренние дела.
Осенью, в связи с явным приближением поражения Центральных держав в войне, гетман Скоропадский начал лавировать и искать пути к сохранению власти и налаживанию союза со странами-победительницами. Было объявлено о грядущей аграрной реформе и парламентских выборах. Гетман пригласил Национальный союз на переговоры по формированию нового правительства «национального доверия». 24 октября был окончательно сформирован новый кабинет министров, в котором Национальный союз получил лишь четыре портфеля. Состав кабинета министров (в котором присутствовали лица, ориентированные на Белое движение) не устраивал лидеров Национального союза, и Винниченко неожиданно заявил, что Национальный союз продолжает оставаться в оппозиции к режиму гетманской власти.

### Антигетманское восстание
Национальный союз таким образом взял курс на подготовку антигетманского восстания. Все его деятели разъехались по губерниям Украины и стали активно готовить восстание на местах.
В начале ноября командир Запорожской дивизии полковник Болбочан, командующий Подольским корпусом генерал Ярошевич и командир Черноморского коша Полищук дали согласие на участие в восстании. Винниченко склонил Евгения Коновальца — командира полка сечевых стрельцов, базировавшегося в Белой Церкви — к тому, чтобы первым выступить против гетмана. К заговорщикам присоединился министр железнодорожного транспорта Бутенко. Генерал Осецкий (командир Железнодорожной дивизии гетмана) стал руководителем военного штаба восстания и сформировал в Киеве резервный полк охраны. Небольшие железнодорожные отряды создавались на всех узловых станциях.
Между тем 3 ноября в Германии началась революция, 9 ноября Германия была провозглашена республикой, император Вильгельм ІІ бежал в Нидерланды. 11 ноября между Антантой и Германией было подписано Первое компьенское перемирие — соглашение о прекращении военных действий в Первой мировой войне. По одному из условий перемирия, Германия обязалась денонсировать Брест-Литовский мирный договор с Советской Россией, при этом германские войска должны были оставаться на территории России до прибытия войск Антанты. Поражение Центральных держав в войне добавило решительности будущим мятежникам, которые как раз такого удобного момента и дожидались. Причём, как свидетельствовал Н. Шаповал, заговорщики заранее тайно направили в Берлин своих посланцев с целью установить контакты с немецкой социал-демократией, которая бы «энергично выступила против немецкого режима на Украине и потребовала вывода дивизий немецких войск». Вскоре это давление на немецкое военное командование на Украине начало проявляться — в том числе в вопросе о судьбе заключённых социалистов.
11 ноября Петлюра был освобождён по настоятельному требованию германского командования и принят министром юстиции и самим гетманом. Скоропадский позднее писал, что «вынужден был освободить Петлюру по настоянию немцев, которые угрожали в противном случае освободить его силой».
13 ноября в Киеве на тайном заседании Национального союза было принято решение о начале антигетманского восстания под руководством ЦК УСДРП и ЦК УПСР. Петлюра заявил о своём участии в восстании, был намечен революционный триумвират, который должен был возглавить новое революционное правительство: Владимир Винниченко, Симон Петлюра, Никита Шаповал.
В тот же день, опасаясь ареста, Петлюра выехал в Белую Церковь для организации выступления сечевых стрельцов.
Вечером 14 ноября на совещании заговорщиков в кабинете Министерства железных дорог было провозглашено начало всеобщего восстания против гетмана и сформирована новая революционная власть — Директория. Присутствовавшие на совещании представители сечевых стрельцов потребовали включения Петлюры в состав Директории и утверждения его командующим революционными войсками.
15 ноября Винниченко, Осецкий и Коновалец выехали в Белую Церковь, в расположение частей сечевых стрельцов. Вечером того же дня Петлюра, Винниченко, Осецкий и командиры сечевиков собрались для последнего обсуждения планов восстания. Было решено передать оперативное военное руководство восстанием штабу Петлюры, и был принят план Осецкого по охвату Киева повстанческими отрядами.
Против многотысячной (около 30 тысяч штыков и сабель) армии гетмана, которая к тому же могла получить поддержку от немецко-австрийских войск, в распоряжении Петлюры был всего лишь небольшой отряд сечевых стрельцов в 870 человек (по другим данным, 1500 или даже 2000 человек) и около 100 добровольцев. С такими силами Петлюра решил не только совершить переворот в Белой Церкви, но и немедленно наступать на Киев, в котором находилось более десяти тысяч регулярного гетманского войска и «варты».
15 ноября Директорией был заключён договор с солдатским Советом немецкого гарнизона Белой Церкви о нейтралитете в ходе противостояния Директории и гетмана. Утром 16 ноября, когда восставшие полностью захватили Белую Церковь и разоружили гетманскую «варту» (стражу), железнодорожники, присоединившись к восставшим, предоставили им эшелоны для быстрого продвижения на Киев. Утром 17 ноября петлюровцы захватили соседнюю станцию Фастов, а затем — станцию Мотовиловка. Но далее путь на Киев оказался перекрыт: станция Васильков была уже занята офицерской дружиной под командованием генерала князя Святополка-Мирского, бронепоездом и полком сердюков — личной гвардии гетмана, направленных из Киева на подавление восстания в Белой Церкви. Однако офицерская дружина, попав под пулемётный огонь, потеряла половину личного состава, а сердюки уклонились от боя. Узнав о разгроме дружины, Скоропадский объявил всеобщую мобилизацию офицеров бывшей армии Российской империи, которых только в Киеве насчитывалось до 12 тысяч. Но на этот призыв откликнулось только около 5 тысяч офицеров, причём из них около 2 тысяч предпочли фронту службу в многочисленных штабах и отделах.
19 ноября петлюровцы подошли к Киеву с юго-запада и намеревались штурмовать город силами 600 штыков, но были остановлены офицерскими дружинами. Скоропадский перед лицом этой угрозы назначил главнокомандующим своей армии популярного у русского офицерства генерала графа Ф. А. Келлера, однако его открытый монархизм и непризнание самостийной Украинской державы вызвали протест у командиров-украинцев из гетманской армии. Это привело к переходу на сторону повстанцев Запорожского корпуса, Серожупанной дивизии, некоторых более мелких частей. Уже через неделю Скоропадский снял Келлера с должности, обвинив его в заговоре и подготовке «правого» антигетманского переворота, что заставило часть офицеров бывшей Русской армии покинуть Киев и устремиться на Северный Кавказ, к Деникину. 26 ноября главкома Келлера сменил генерал князь А. Н. Долгоруков.
В это время в Бердичеве восстал гетманский Черноморский кош (460 штыков), который по приказу Петлюры немедленно выступил на Киев и 20 ноября подошёл к нему с запада. Однако даже двух тысяч бойцов, которыми в этот момент располагала под Киевом Директория, было недостаточно для последнего штурма и борьбы с гетманским гарнизоном столицы. Придя в себя от первых военных неудач, генерал Святополк-Мирский организовал новую офицерскую дружину, которая 21 ноября потеснила наступавших петлюровцев, которым пришлось перейти к позиционной войне.
Петлюре, однако, помог переход на сторону Директории большинства частей гетманской армии. Уже 19-20 ноября на сторону петлюровцев перешли отдельные части сердюков, конный Лубенский полк, дивизия Серожупанников на Черниговщине, части Подольского корпуса. 20 ноября на стороне восставших выступил Запорожский корпус полковника Болбочана (18 тысяч штыков и сабель). Корпус захватил Харьков и за десять дней восстания взял под свой контроль практически всю территорию Левобережной Украины. 21-23 ноября из-под Белой Церкви к столице стали прибывать отряды повстанцев, которых Петлюра снабдил оружием из захваченных складов.
На 27 ноября Петлюрой было назначено новое наступление. С юга, из района Голосеевского леса, на Киев выступило 500 повстанцев атамана Зелёного, с юго-запада — 4 тысячи сечевиков, черноморцев и крестьянских повстанцев. Но в день генерального наступления в ход событий решили вмешаться немцы: затянувшиеся боевые действия под Киевом мешали эвакуации германской армии. Для того, чтобы освободить железнодорожный путь на запад, немецкие отряды штурмом отбили у восставших станцию Шепетовка и потребовали от повстанцев отойти от столицы на 30 км и прекратить наступление на Киев до эвакуации всех германских частей из столицы. Ввиду превосходства германской армии Директория была вынуждена принять немецкий ультиматум. С другой стороны, в ситуацию вмешивались представители французских сил, которым было выгодно задержать уход немецких частей, чтобы не допустить повстанцев в Киев и сохранить власть гетмана.
28-30 ноября Петлюра был вынужден отвести свои войска с южных и западных окраин Киева, приняв решение блокировать город с востока и севера. С востока к Киеву подходили войска полковника Болбочана, с севера — отряды повстанцев.
6 декабря Директория потребовала от немецкого командования вывести войска с территории УНР. К этому времени Петлюра сформировал из 18 тысяч повстанцев (за неделю их число выросло втрое) четыре дивизии: сечевых стрельцов, Черноморскую и две Днепровские дивизии из повстанцев атаманов Зелёного и Данченко. Эти дивизии были объединены в Осадный корпус, который начал подготовку к новому наступлению на Киев. К 12 декабря Осадный корпус вырос до 30 тысяч штыков и сабель при 48 орудиях и 170 пулемётах.
Увеличение числа повстанцев позволило Петлюре подготовить и провести операцию по разоружению немецких войск. В большинстве немецких гарнизонов вокруг Киева немцы, окружённые повстанцами, сложили оружие без боя — лишь в Фастове и Белой Церкви разоружение немецких солдат сопровождалось перестрелками.
12 декабря германское командование было вынуждено подписать новое соглашение с Директорией, по которому немецкие части должны были стягиваться из пригородов в Киев, в свои казармы, и не препятствовать входу в Киев повстанцев.
В ночь с 12 на 13 декабря начался общий штурм Киева. Войска, верные гетману, составляли не более 3000 штыков и сабель при 43 пушках и 103 пулеметах. Петлюровцев, шедших на штурм, было в 10 раз больше. К вечеру 14 декабря весь Киев оказался в руках Директории. Гетман Скоропадский подписал манифест об отречении и бежал.
Примерно к 20 декабря закончились бои против гетманцев и офицерских дружин в провинции (Полтаве, Екатеринославе). Вся территория гетманской Украины — УНР, кроме Одессы и части Екатеринославщины, оказалась под властью правительства Директории.

### Директория УНР
Как пишут историки Семененко и Радченко, Директория в принципе отрицала не программу Скоропадского, а его политику. В создавшейся ситуации она оказалась не коллективным органом, а государственной институцией из-за отсутствия чётких полномочий её членов. Создавая властные структуры, она то пыталась копировать большевистскую систему, то удовлетворялась формальным переименованием гетманских органов. Симон Петлюра декларировал приверженность «национальной идее»: 2 января 1919 года было издано его распоряжение высылать за пределы УНР всех её врагов, «замешанных в преступной агитации против украинской власти». 8 января вышел указ об аресте и отдаче под суд всех граждан, носящих погоны русской армии и царские награды, кроме георгиевских крестов, как «врагов Украины».
В начале февраля 1919 года Владимир Винниченко и другие социалисты были отозваны ЦК Украинской социал-демократической рабочей партии (УСДРП) из состава Директории и Совета министров, и с этого времени её фактически возглавил Петлюра, установив военную диктатуру (чтобы не подчиниться решению ЦК, он объявил о выходе из партии).
22 января 1919 года Директория УНР подписала с правительством Западной Украины «Акт соединения» (укр. «Акт Злуки»). Президент Украинского национального совета ЗУНР Евгений Петрушевич, вошедший в состав Директории, уже в июне её покинул в связи с намерением Петлюры и остальных членов Директории прийти к соглашению с Польшей за счёт уступки ей западноукраинских земель.
Петлюра вёл активные переговоры с представительством Антанты о возможности совместных действий против большевистской армии, с установлением на Украине французского протектората, однако успехов не достиг. Западные державы поддержали генерала А. И. Деникина.
31 декабря 1918 года Директория предложила Совету народных комиссаров РСФСР переговоры о мире. В ходе переговоров Совнарком отверг обвинения УНР в необъявленной войне против неё, заявив, что «никакого войска Российской Социалистической Советской Республики на Украине нет». Со своей стороны, Директория не согласилась на своё объединение с украинским советским правительством и отказалась принять другие требования, означавшие самоликвидацию УНР.
16 января 1919 года Директория объявила войну Советской России. В январе — апреле 1919 года основные вооружённые силы УНР были разбиты советскими войсками и махновцами. Члены Директории эвакуировались из Киева. Остатки войск Директории оказались прижаты к пограничной реке Збруч. Благодаря умело проведённой Проскуровской операции войскам УНР удалось занять Каменец-Подольский, куда переехало правительство, и расширить контролируемую территорию.
Воспользовавшись переходом на территорию УНР войск Западно-Украинской народной республики, потерпевшей поражение от Польши, а также начавшимся наступлением войск Деникина, армия УНР совместно с Галицкой армией перешла в наступление и 30 августа (одновременно с белыми) заняла Киев, но уже на следующий день была вытеснена оттуда белогвардейцами. Командование ВСЮР отказалось вести переговоры с Петлюрой, и к октябрю 1919 года войска УНР потерпели поражение.
Командование Галицкой армии в начале ноября подписало соглашение о перемирии с командованием Добровольческой армии и перешло на сторону деникинцев. «Акт Злуки» фактически оказался денонсирован. В украинской историографии подписание этого договора называется «ноябрьской катастрофой» (укр. «Листопадова катастрофа»). В качестве одной из причин разрыва отношений УНР и ЗУНР называются переговоры Петлюры с Польшей, которые галичане расценивали как предательство.
21 апреля 1920 года Симон Петлюра от лица УНР заключил договор с Польшей о совместных действиях против советских войск. В соответствии с достигнутым соглашением, правительство Петлюры обязывалось в обмен на признание оказывать помощь полякам в борьбе с большевиками. Условия договора оказались крайне тяжёлыми: УНР согласилась на установление границы между Польшей и Украиной по реке Збруч, тем самым признав вхождение Галиции и Волыни в состав Польши. Польша забрала себе населённые преимущественно украинцами Лемковщину, Надсанье и Холмщину.
Профессор Ягеллонского университета Ян Яцек Бруский на страницах украинской газеты «День» оценил это соглашение как слабую «позицию».
Союз с Петлюрой позволил полякам значительно улучшить свои стратегические позиции, развернуть наступление на Украине. 7 мая поляки заняли Киев, затем — плацдармы на левом берегу Днепра. Однако в результате Киевской операции Красной армии во второй половине мая польские войска были вынуждены начать отступление в полосе от Полесья до Днестра. Затем в ходе Новоград-Волынской и Ровенской операций (июнь — июль) войска Юго-Западного фронта РККА нанесли поражение польским войскам и петлюровским отрядам и вышли на подступы к Люблину и Львову, но не смогли овладеть Львовом и в августе были вынуждены отступить. 
18 октября 1920 года вступило в силу польско-советское перемирие, однако армия УНР, совместно с частями 3-й русской армии, продолжала боевые действия. В ноябре 1920 года войска двух армий пытались вести наступление в Подольской губернии, однако в тяжëлых боях с частями Красной армии потерпели поражение и вынуждены были отступить на запад, на польскую территорию. Перейдя реку Збруч (приток Днестра), армия УНР в ноябре 1920 года, по условиям польско-советского перемирия, была вторично интернирована поляками.

### В эмиграции
В марте 1921 года РСФСР, УССР и Польша подписали Рижский мирный договор, завершивший советско-польскую войну (1919—1921). Петлюра эмигрировал в Польшу.
На осень 1921 года правительство УНР в эмиграции наметило вторжение на территорию УССР, имевшее целью организацию «всенародного восстания против большевиков». Для этого во Львове был создан «Повстанческий штаб», который возглавил генерал УНР Юрий Тютюнник. Правительства Польши и Франции заверили Петлюру и Тютюнника, что в случае первого успеха они готовы направить на Украину свои регулярные войска. Однако сотрудникам ВЧК (в частности С. Карину) удалось узнать об этом. В результате в ноябре 1921 года советские войска под командованием Виталия Примакова и Григория Котовского нанесли в Житомирской области сокрушительное поражение участникам «визвольного рейду».
Советское правительство заявило Польше решительный протест, ссылаясь на положения Рижского мирного договора. В связи с этим руководство Польши отказало Петлюре в поддержке его враждебной деятельности против УССР.
В 1923 году СССР потребовал от польских властей выдачи Петлюры, поэтому он переехал в Венгрию, затем в Австрию, Швейцарию и в октябре 1924 года — во Францию.

### Убийство Петлюры
Петлюра был убит 25 мая 1926 года в Париже Самуилом Шварцбурдом — уроженцем города Измаил. Согласно некоторым источникам, убийца был анархистом, лично знакомым с Нестором Махно, с которым накануне убийства Петлюры он попытался поделиться своими планами. Шварцбурд заявил, что убийство было исключительно актом мести за еврейские погромы 1918—1920 годов на Украине. 
Адвокат Торрес во время суда обосновывал личную ответственность Симона Петлюры за погромы украинских евреев тем фактом, что Петлюра как глава государства нёс ответственность за всё происходящее на контролируемой им территории.
Соратники и близкие Петлюры представили на процессе Шварцбурда более 200 документов, якобы свидетельствовавших, что Петлюра не только не поощрял антисемитизм, но и жёстко пресекал его проявления в своей армии. Однако они не были приняты во внимание, так как суд доказал, что большинство из них было составлено после изгнания петлюровцев с Украины, и ни один не был подписан Петлюрой лично. По данным комиссии Красного Креста, во время погромов, которые совершали войска Директории зимой 1919 года, было убито около 50 тысяч евреев. Сторона защиты так и не смогла привести ни одного случая, когда Петлюра своими непосредственными действиями предотвратил погром или наказал погромщиков. На суде фигурировали слова Петлюры, сказанные еврейской делегации на станции Мамеевка: «Не ссорьте меня с моей армией».
По лжесвидетельству соратников, Симон Петлюра старался пресекать погромы и жестоко наказывал тех, кто в них участвовал. Например, 4 марта 1919 года петлюровский «атаман» Семесенко, 25 лет от роду, отдал своей «Запорожской бригаде», квартировавшей около Проскурова, приказ истребить всё еврейское население в городе. 5 марта было убито больше тысячи человек, включая женщин и детей. Через несколько дней Семесенко наложил на город контрибуцию в 500 тысяч рублей и, получив её, поблагодарил в приказе «украинских граждан Проскурова» за оказанную ими «Народной армии» поддержку. Сообщалось, что из-за этого 20 марта 1920 года по приказу Петлюры он был расстрелян. Однако выступавшие на процессе Шварцбурда свидетели А. Хомский и П. Ланжевен показали, что «суд» и «приговор» были инсценированы, а сам Семесенко тайно освобождён по указанию Петлюры.
Историк Семён Дубнов на суде утверждал, что в берлинских архивах находится около 500 документов, доказывающих личную причастность Петлюры к погромам, аналогично высказался на процессе историк Чериковер.
Парижское следствие в 1927 году не приняло во внимание выступления свидетеля Елии Добковского, который дал письменные показания об участии в деле Михаила Володина, которого он считал агентом ГПУ. Володин, появившись в Париже в 1925 году, активно собирал информацию об атамане, был лично знаком с Шварцбурдом и, по версии Добковского, помогал ему подготовить убийство.
Французским судом присяжных Шварцбурд был полностью оправдан.

Семья
- Отец – Василий Павлович Петлюра (? – 1909), мещанин, мелкий предприниматель и землевладелец. Имея три экипажа и наёмных работников занимался извозом.
- Мать – Ольга Алексеевна Марченко (? – 19 января 1919), домохозяйка,  незадолго до смерти была арестована большевиками и спустя три дня умерла в тюрьме.
- Бабушка (по отцовской линии) – Анна Петлюра (? – ?), монахиня, позже игумения Топловського монастыря близ Феодосии.
- Дед (по материнской линии) – Алексей Марченко (? – ?), происходил из древнего полтавского казацкого рода. Овдовев подстригся в монастырь с именем Аркадий и умер в сане иеромонаха. Один из основателей Троицкой церкви в Свято-Троицком Ионинском монастыре в Киев.
- Брат – Иван Васильевич Петлюра (после 1870 – 1900), закончив Полтавскую духовную семинарию поступил в Киевскую духовную академию. Умер от чахотки.
- Брат – Фёдор Васильевич Петлюра (1876 – 1907 ), закончил Полтавскую духовную семинарию однако до конца жизни работал сначала  агрономом а потом учителем. Умер внезапно.
- Сестра – Ефросинья Васильевна Петлюра (? – 1918), монахиня Топлавского монастыря.
- Сестра – Марианна Васильевна Петлюра (? – ?), мать Степана Ивановича Скрипника.
- Брат – Александр Васильевич Петлюра (1888 – 1951), военный деятель в годы существования УНР.
- Сестра – Татьяна Васильевна Петлюра (? – ?), умерла молодой.
- Сестра – Марина Васильевна Петлюра (1883 – 1937), арестовывалась в 1924  и 1937 годах. Расстреляна в 1937 году. Реабилитирована посмертно 11 апреля 1989.
- Сестра – Федосия Васильевна Петлюра (1886 – 1937), арестована и расстреляна в 1937 год. Реабилитирована посмертно 11 апреля 1989.

- Жена — Ольга Петлюра, урождённая Бельская (1885—1959), педагог, активист украинской эмиграции.
- Дочь — Леся Петлюра[укр.] (1911—1941), поэтесса, член «Пласта», умерла от туберкулёза.
- Племянник — Степан Иванович Скрипник (1898—1993)[51].

## Память

### Улицы Симона Петлюры
В честь Симона Петлюры названы улицы:
- в Киеве (в 2009 году, исторические названия: Безаковская — с 1869 года, Игнатьевская — с 1855-го, Коминтерна — c 1919-го, Банхофштрассе — в 1941—1943 годах)[52];
- в Ровно (в 1993 году, исторические названия улицы — Аптекарская, Гоголевская, 13-й дивизии, СС-штрассе, Красноармейская)[53],
- в Ивано-Франковске (в 1996 году, исторические названия улицы — Рождества, Боковая Полевая — с 1930 года, Летничая — с 1937-го, Лётчиков — с 1950-го),
- во Львове (в 1992 году, бывшая улица маршала Рыбалко — с конца 1940-х годов)[54],
- в Тернополе (с 2014 года — бульвар Петлюры, в советское время — бульвар Воссоединения)[55],
- в Днепре (в 2015 году, бывшая улица Шпиндяка, историческое название: Юрьевская — в досоветское время),
- в Виннице (в 2015 году, бывшая улица Чкалова),
- в Жмеринке (в 2024 году, бывшая улица Доватора),
- в Полтаве (в 2016 году, бывшая улица Артёма),
- в Житомире (в 2016 году, бывший 3-й Пионерский переулок),
- в Кропивницком (в 2016 году, бывшая улица Котовского);
- в Белой Церкви (в 2015 году, бывшая улица Кирова),
- в Борисполе (в 2016 году, бывшая улица Панфилова),
- в Броварах (в 2015 году, бывшая улица Черняховского)[источник не указан 3408 дней],
- в Фастове (в 2016 году, бывшая Красная улица),
- в Марганце (в 2016 году, бывшая улица Боженко),
- во Млынове (в 2007 году)[56],
- во Стрые (бывшая Долгая улица),
- в Первомайске Николаевской области (в 2016 году, переулок Петлюры вместо Ульяновского переулка),

а также в других населённых пунктах Украины.

### Памятники Симону Петлюре
23 мая 2007 года в Полтаве прошла церемония открытия памятного знака Симону Петлюре. Мероприятие сопровождалось стычками между милицией с одной стороны, а также коммунистами и членами правых партий — с другой. В церемонии закладки памятного знака приняли участие глава Полтавской областной государственной администрации Валерий Асадчев, народный депутат Николай Кульчинский, первый заместитель председателя Полтавской ОГА Иван Близнюк, заместитель главы Полтавского облсовета Пётр Ворона и заместитель председателя УНП Иван Заец. В своем выступлении Валерий Асадчев заявил: «Когда на месте камня будет сооружён первый на Украине памятник Петлюре, то его открытие будет событием всеукраинского масштаба».
14 октября 2017 года в Виннице открыт памятник Симону Петлюре. Памятник установлен во дворе исторического здания по адресу ул. С. Петлюры, 15, где во времена УНР размещалось Министерство почт и телеграфов, а позднее находилась Военно-походная канцелярия главного атамана. Памятник в Виннице — это первый в мире памятник, а не бюст атаману УНР. Его создание профинансировал известный винницкий бизнесмен Сергей Капуста. По задумке скульптора Петлюра сидит на скамейке в полный рост, а в руках у него карта Украины. На ней выделены две отметки — Винница, как временная столица УНР и Киев — столица Украинской Народной Республики, которая находится под контролем советской власти. Формат памятника создан по известной фотографии, сделанной в 1919 году в Каменец-Подольском.
10 ноября 2020 года в польском Скерневице открыт памятник «Перед Варшавской битвой», который включает скульптуры Симона Петлюры и Юзефа Пилсудского, а также Пала Телеки и Шарля де Голля.

### Другие виды увековечивания памяти Петлюры
- 22 мая 1932 года Главным командованием войск Украинской народной республики за подписью Главного атамана (президента УНР в эмиграции) Андрея Левицкого в честь 15-летия образования армии УНР для всех военнослужащих, участников войны за независимость был учреждён Крест Симона Петлюры, который вручался с 1936 года. 25 июля 1974 года Президиум Украинского национального совета (в эмиграции) переименовал крест в орден (тем самым повысив его статус) с правом преемственности.
- 29 мая 2009 года Национальный банк Украины ввёл в обращение памятную монету номиналом 2 гривны «Симон Петлюра»[64].
- Головной убор Армии УНР получил неофициальное название петлюровки.

### Мурал, посвящённый Симону Петлюре
22 мая 2019 года в Киеве был открыт мурал с изображением Симона Петлюры. Роспись сделана на стене здания по адресу: улица Зои Космодемьянской, 18.

## Галерея
- Мурал атаману Симону Петлюре в Соломенском районе Киева, 2019 г.
- Памятная доска Симону Петлюре в Полтаве,
ул. Сковороды 1/3

## Киновоплощения
- 1926 — «П. К. П.» — Николай Кучинский
- 1928 — «Арсенал» — Николай Кучинский
- 1939 — «Щорс» — Георгий Полежаев
- 1957 — «Правда» — Юрий Лавров
- 1958 — «Киевлянка» — Юрий Лавров
- 1960 — Кровь людская — не водица — Александр Ануров
- 1970 — «Мир хижинам, война дворцам» — Евгений Зубовский
- 1971 — «Семья Коцюбинских» — Константин Степанков
- 1973 — «Старая крепость» — Евгений Евстигнеев
- 1987 — «На острие меча» — Владимир Талашко
- 2018 — «Тайный дневник Симона Петлюры» — Сергей Фролов
- 2018 — «Круты 1918 (фильм)» — Дмитрий Ступка

## Сочинения
Издания на украинском языке
По данным Национальной библиотеки Украины.
1. Боротьба проти «Великої єдиної Росії» // Визвольний шлях. — 1991. — № 7. — C. 771—776.
2. В день Українського Свята державности // Визвольний шлях. — 1990. — № 1. — C. 3—4.
3. Вибрані твори та документи / Всеукраїнське товариство ім. Т.Шевченка / А. В. Голота (сост.). — К. : Фірма «Довіра», 1994. — 271 с.
4. Заповіт // Визвольний шлях. — 1950. — № 5. — C. 22.
5. І. Франко — поет національної чести (Урив.) // Дивослово. — 1996. — № 8. — C. 3—4.
6. Лист до А. В. Ніковського: [В листі йдеться про проблеми загально-політичного та державного розвитку нації] // Інформ. бюлетень Укр. Бібліотеки ім. С.Петлюри в Парижі. — 1990. — № 53. — C. 2—3.
7. Потреба військової літератури // Книгарь. — 1918. — № 7. — C. 375—376. У статті обгрунтовується потреба української військової літератури.
8. Документ судової помилки: Процес Шварцбарда. — Париж : Націоналістичне вид-во в Європі, 1958. — 152 с.
9. Душа нашого народу: Статті про Т. Г. Шевченка. — Х. : Око, 1991. — 19 с.
10. Московська воша: Оповідання дядька Семена про те, як московські воші їдять Україну та що з ними треба робити. — Париж : Націоналістичне вид-во в Європі: Б-ка ім. С. Петлюри, 1966. — 100 с. Зміст: с. 101.
11. Незабутні. — К. : Час, 1918. — 80 с. Вміщені літературно-критичні мініатюри про творчість Т. Шевченка, І. Карпенка-Карого, І. Франка, М. Коцюбинського, К. Міхальчука.
12. Статті. — К. : Дніпро, 1993. — 341 с.
13. Статті, листи, документи / Цент. ком. вшанування пам’яті Симона Петлюри в Америці. — Нью-Йорк : Укр. вільна АН у США, 1956. — 480 с.
14. Статті, листи, документи / Укр. вільна АН у США. Б-ка ім. С.Петлюри в Парижі. — Нью-Йорк, 1979. — Т. 2. — 627 с. Зміст: с. 623—627.
15. Статті. Листи. Документи / Ін-т Досліджень Модерної Історії України в США, Фундація ім. Симона Петлюри в Канаді / В. Сергійчук (сост.). — К. : Вид-во ім. Олени Теліги, 1999. — Т. 3. — 615 с.

Издания на русском языке
- Полтавский семинарист в плену у горцев — Киев : тип. Имп. Ун-та св. Владимира, 1904. — [2], 5 с.
- М. П. Драгоманов и его переписка // Образование. — 1909. — № 9-10. — C. 42—50.
- Драгоманов об украинском вопросе // Голос минувшего. — 1913. — № 9. — C. 299—304.
- К истории научного общества имени Шевченка во Львове // Голос минувшего. — 1915. — № 1. — C. 264—272.
- Петлюра С. Главный атаман: В плену несбыточных надежд / Пер. с укр. — М.: Летний сад, 2008. — 480 с. — (Библиотека украинской мысли.) — ISBN 978-5-98856-047-0.